# Scientific Linux
Scientific Linux je volně šiřitelná free a open source Linuxová distribuce, kterou společně vyvíjí laboratoř Fermi (Fermi National Accelerator Laboratory) a Evropská organizace pro jaderný výzkum (CERN). Je založena na Red Hat Enterprise Linuxu a jejím cílem je být s ním 100% kompatibilní.
Distribuce je složena z free a open source software, ze kterého je Red Hat Enterprise Linux sestaven a jehož zdrojové kódy dává díky jejich licenci firma Red Hat volně k dispozici za podmínek uvedených ve své EULA licenci a pod licencí GPL.
Z technického hlediska se jedná o totožné zdrojové kódy, ze kterých byly odstraněny ochranné známky firmy Red Hat, Inc. a které byly následně kompilátorem znovu přeloženy. Proto není distribuce samotnou firmou Red Hat, Inc. ani vyvíjena ani podporována, avšak její existence je plně v souladu se všemi dotčenými licencemi.